# Echiothrix
Echiothrix is een geslacht van knaagdieren uit de muizen en ratten van de Oude Wereld dat voorkomt op Celebes. De twee soorten lijken veel op elkaar, maar verschillen in de grootte van enkele lichaamsdelen. Dit geslacht omvat zeer gespecialiseerde, op de grond levende regenwormeters. Hoewel ze vroeger met Rhynchomys in één onderfamilie zijn geplaatst, is het nog onduidelijk waar dit geslacht aan verwant is. Deze dieren komen voor tot op 1100 m hoogte.
Dit geslacht omvat grote ratten met een borstelige, grijsbruine rugvacht en een half-stekelige witte buikvacht. Hij heeft zeer grote en zachte, donkerbruine oren. De voorste ledematen zijn sterk gereduceerd. De achterpoten zijn kort en sterk, met grote, zeer lange voeten. De eerste helft (of minder) van de staart is donkergrijs, de rest wit.
Er zijn twee soorten:
- Echiothrix centrosa (Midden-Celebes en een deel van Noord-Celebes)
- Echiothrix leucura (Noordoost-Celebes)